# パラサイクリング
パラサイクリング（Para-cycling）は、障害者のための自転車競技で、障がい者スポーツのひとつである。使用する自転車によって４つのクラスに分けられ、屋外のコースを走るロードレースと専用の屋内走路を走るトラックレースの2種目がある。UCI（国際自転車競技連合）が競技ルールを管轄し、世界選手権・ワールドカップなどの国際大会が実施されている。1984年からパラリンピックの正式種目として採用されている。

## 歴史
パラサイクリングは1980年代に始まったとされた。。1984年ニューヨーク・ストークマンデビルパラリンピックではロードレースのみが実施され、1996年アトランタパラリンピックからはトラックレースが採用された。

## クラス
障害の種類に合わせた自転車を使用し、４つのクラスに分類される 。Bクラスの二人乗り用タンデム自転車には、後ろに視覚障害の選手（ストーカー）が乗り、前に晴眼者のパイロットが同乗する。
| クラス  | 使用自転車                 | 種目             | 障害の種類     |
| ------- | -------------------------- | ---------------- | -------------- |
| Cクラス | 通常の二輪自転車           | ロード・トラック | 四肢障害       |
| Bクラス | 二人乗り用タンデム自転車   | ロード・トラック | 視覚障害       |
| Tクラス | トライシクル（三輪自転車） | ロード           | 重度の四肢障害 |
| Hクラス | ハンドバイク               | ロード           | 下半身不随など |

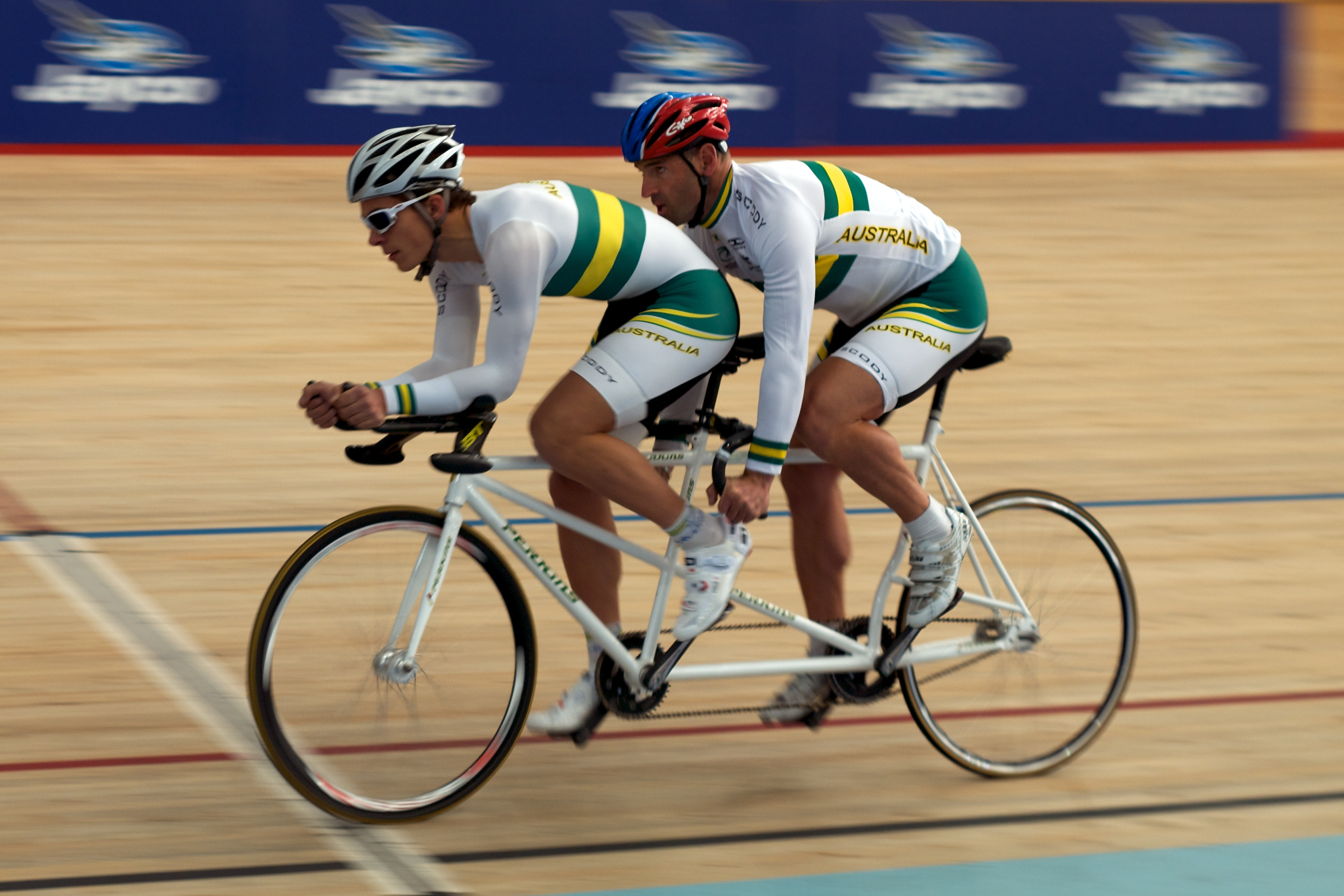
二人乗り用タンデム自転車（2012年ロンドンパラリンピック）

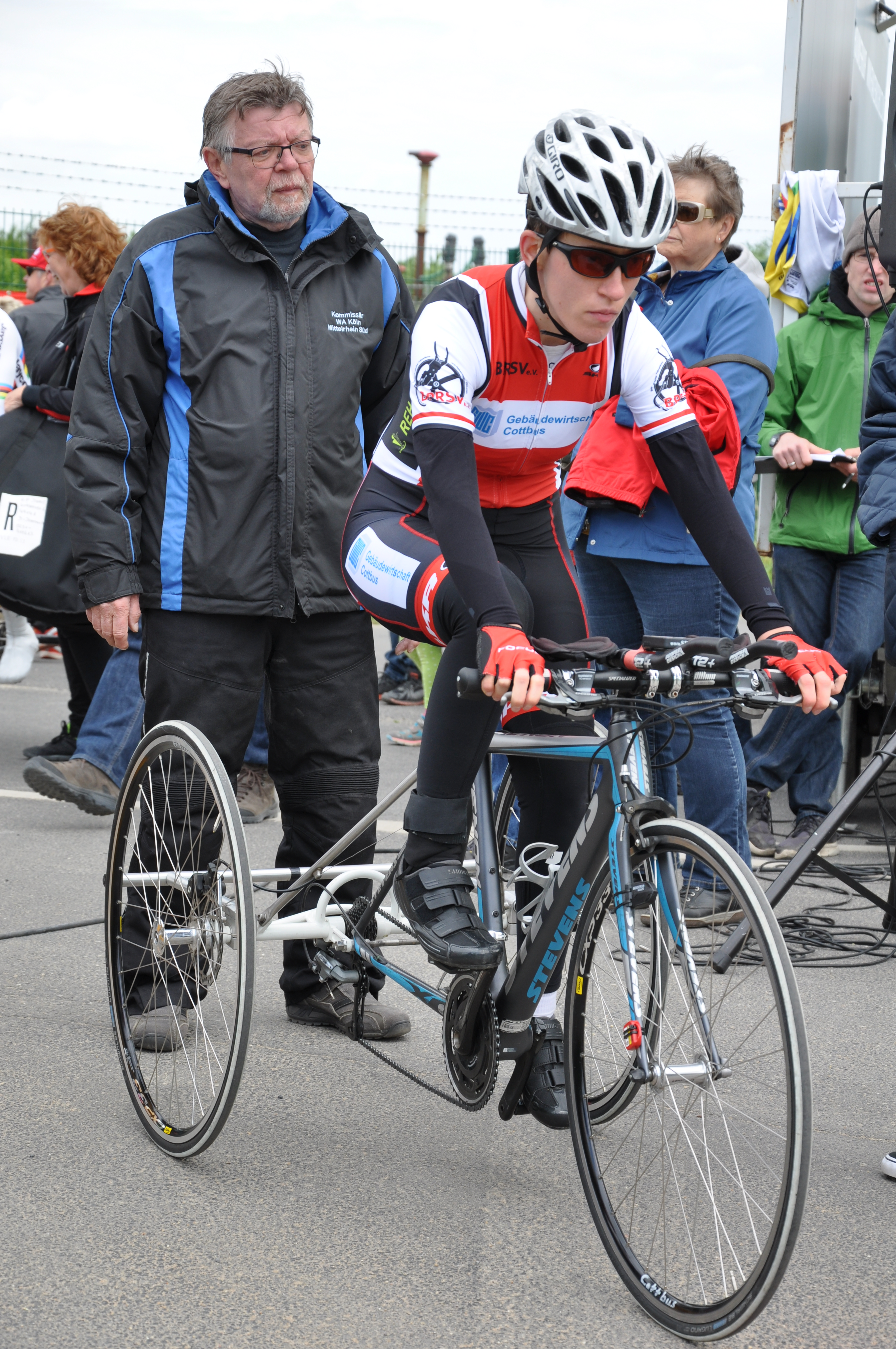
トライシクル（2016年　German championships and Europe Cup）

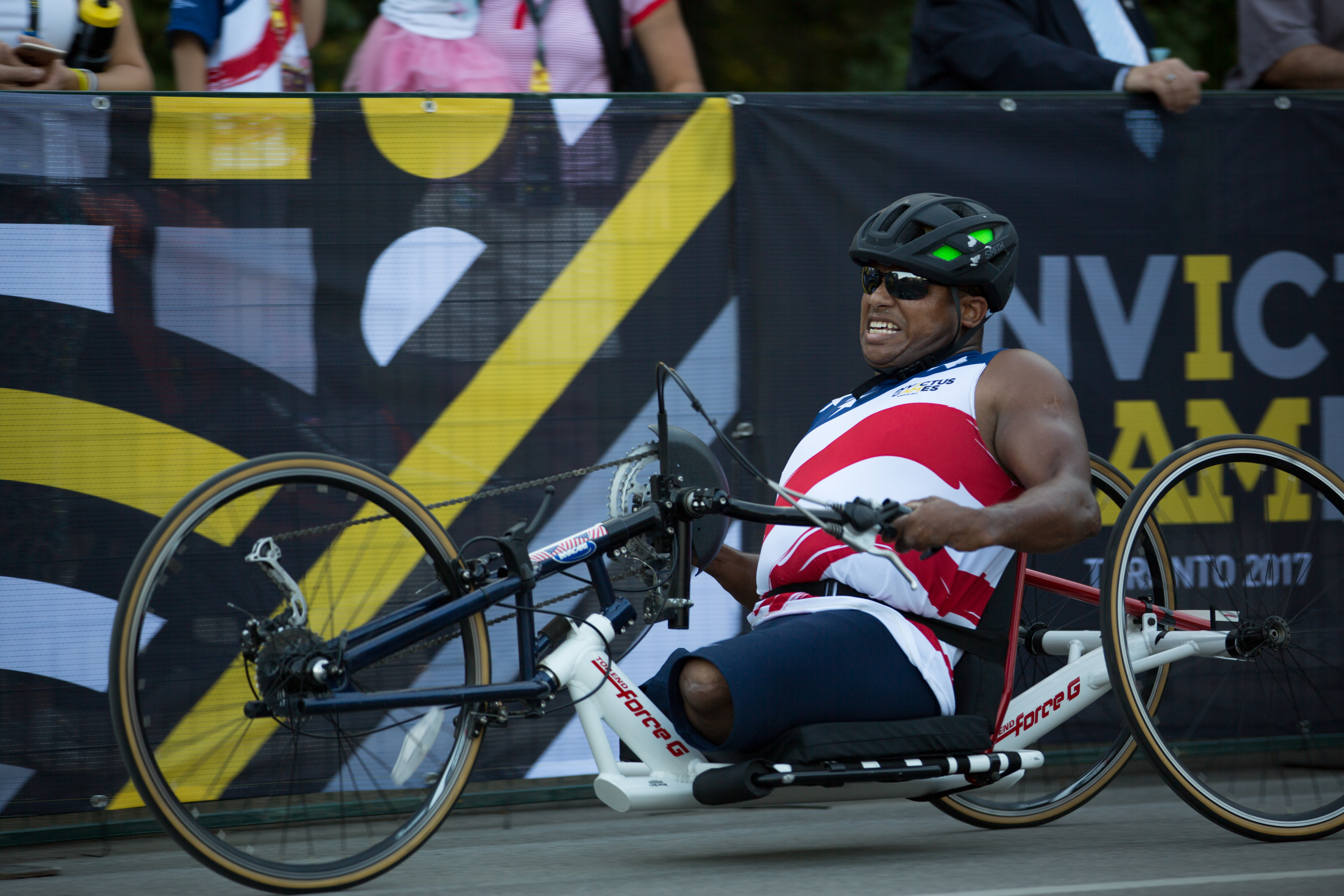
ハンドバイク（膝をついて乗るタイプ）（2017年 Invictus Games)

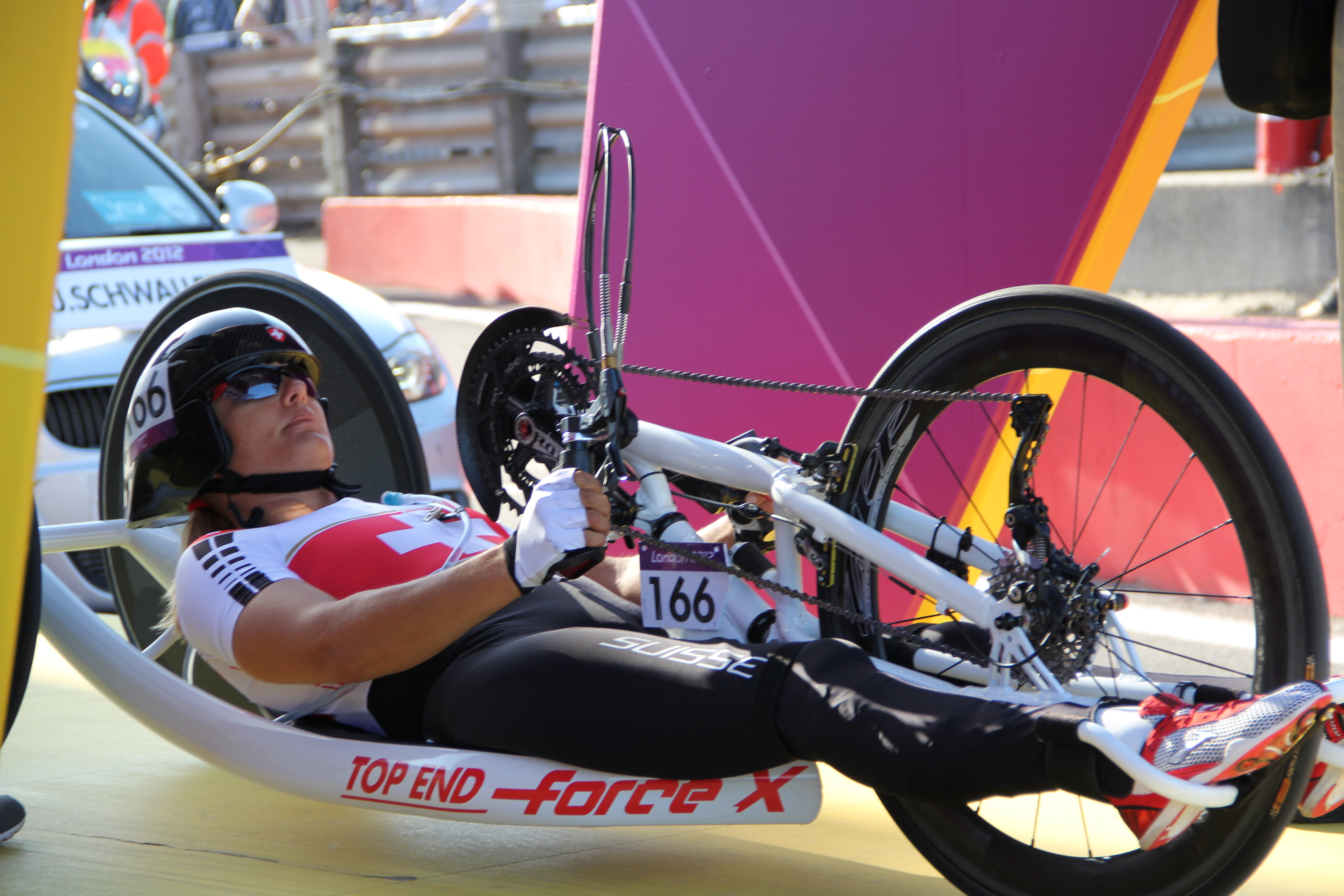
ハンドバイク（仰向きで乗るタイプ）（2012年ロンドンパラリンピック）

さらにそれぞれのクラス内で、障害の程度によるクラス分けがなされている。
- H1クラス：C6以上の四肢麻痺など。
- H2クラス（英語版）：上肢にC7からT3の軽度の障がいをともなう四肢麻痺者。
- H3クラス（英語版）： T4からT10の対麻痺者。
- H4クラス（英語版）：T11以下の対麻痺者と、ひざまずくのが困難な切断者。
- H5クラス（英語版）：対麻痺者と切断者が対象。ハンドサイクルでひざまずける選手。

## 種目
パラサイクリングには以下の種目がある 。

### ロード
- 個人ロードレース（男子・女子）
- 個人タイムトライアル（男子・女子）
- チームリレー（ハンドサイクルリレー）（男女混合）

### トラック
- タンデムスプリント（男子・女子）
- チームスプリント（チームリレー）（男女混合）
- タイムトライアル（男子・女子）500mまたは1000m
- 個人追い抜き（インディビジュアルパシュート）（男子・女子）4000mまたは3000m
- スクラッチレース

## 主要な大会

### 国際大会
- UCIパラサイクリング・トラック世界選手権（UCI Para-cycling Track World Championships (英語版) )
- UCIパラサイクリング・ロード世界選手権 (UCI Para-cycling Road World Championships (英語版) )
- UCIパラサイクリング・ロード・ワールドカップ(UCI Para-cycling Road World Cup)
- パラリンピック

### 国内大会
- 日本パラサイクリング選手権　ロード大会
- 全日本自転車競技選手権大会　トラック・レース　（パラサイクリング）